# 旧杉山家住宅
旧杉山家住宅（きゅうすぎやまけじゅうたく）は、大阪府富田林市にある古民家で重要文化財。現在は富田林市が管理している。

## 歴史
かつてこの住宅に住んでいた杉山家は代々「杉山長左衛門」と名乗り、富田林寺内町の創設にもかかわった富田林八人衆として町を経営した旧家のひとつである。杉山家は当初木綿問屋であったが、貞享2年（1685年）に酒造株を取得し、以後明治時代にかけて、この住宅で造り酒屋を営んでいた。30石から始まった酒造石高は、元禄10年（1697年）には104石、さらに天明5年（1785年）には1103石と成長し、隆盛を極めた。
旧杉山家住宅は、江戸時代初期17世紀中頃の建造である。富田林寺内町の中でももっとも古い建築物とされていて、また現存する町家の中でも最古と考えられている。1983年（昭和58年）12月26日に国の重要文化財に指定され、また同年、富田林市が住宅を買い取り、解体修理工事ののちに一般公開されるようになった。
また、旧杉山家住宅は、明治時代に与謝野晶子らとともに活躍した明星派の歌人・石上露子（いそのかみ つゆこ、本名・杉山孝（「杉山タカ」の表記もある））の生家でもある。その関係で、石上露子ゆかりの書簡やパネルなども旧杉山家住宅で展示されている。

## 構成
江戸時代の古図によると、かつては寺内町町割りの一画を占め、現存する主屋をはじめ酒蔵、釜屋、土蔵等、全十数棟が軒を連ねていたという。
現存する主屋の中では、土間部分がもっとも古く17世紀中頃の建造とされている。江戸時代中期に座敷や2階が増築されるなど大規模商家として拡張され、延享4年（1747年）頃、現在の構成がほぼ完成した。
農家的な平面構成や煙返し梁等の、古い富田林寺内町町家の特徴もよく残すが、アールヌーボー調の螺旋階段など、モダンな意匠も取り入れられ調和している。

## 取り上げた作品
アニメ作品「涼宮ハルヒの憂鬱」の第23話「涼宮ハルヒの溜息Ⅳ」に出てきた、鶴屋さんの実家のモデルと言われている。(ただし左右が反転されている)。

## 所在地・交通アクセス
住所：大阪府富田林市富田林町14-31
- 近鉄長野線 富田林駅または富田林西口駅下車。

## 公開時間・料金等
- 公開時間　10:00-17:00（ただし冬季は16:00まで）
- 月曜日休館。
- 入場料　大人400円、15歳以下200円。

## 出展
1. 1 2 3 4 5 6 7 8  重要文化財・旧杉山家住宅配布パンフレット
2. ↑  富田林市観光協会 旧杉山家住宅
3. ↑  文化遺産オンライン 旧杉山家住宅
4. ↑  旧家の誇り、かなわぬ恋　歌人　石上露子　大阪・富田林の旧杉山家住宅